# Sela pri Hinjah
Sela pri Hinjah là một làng thuộc khu tự quản Žužemberk phía đông nam Slovenia. Đây là một phần của vùng lịch sử Hạ Carniola.